# Mecze reprezentacji Polski w hokeju na trawie kobiet prowadzonej przez Krzysztofa Rachwalskiego
Zestawienie meczów reprezentacji Polski hokeju na trawie kobiet prowadzonej przez Krzysztofa Rachwalskiego:

## Oficjalne mecze międzypaństwowe
| Nr | Przeciwnik | Miejsce    | Data             | Impreza                                                           | Wynik (Polska-przeciwnik) | Raport |
| -- | ---------- | ---------- | ---------------- | ----------------------------------------------------------------- | ------------------------- | ------ |
| 1  | Holandia   | Duisburg   | 22 stycznia 2010 | Halowe mistrzostwa Europy gr. A                                   | 2:6                       |        |
| 2  | Hiszpania  | Duisburg   | 22 stycznia 2010 | Halowe mistrzostwa Europy gr. A                                   | 3:7                       |        |
| 3  | Białoruś   | Duisburg   | 23 stycznia 2010 | Halowe mistrzostwa Europy gr. A                                   | 5:7                       |        |
| 4  | Litwa      | Duisburg   | 23 stycznia 2010 | Halowe mistrzostwa Europy gr. A                                   | 7:1                       |        |
| 5  | Szkocja    | Duisburg   | 24 stycznia 2010 | Halowe mistrzostwa Europy gr. A                                   | 3:3                       |        |
| 6  | Austria    | Wiedeń     | 30 kwietnia 2010 | Mecz towarzyski                                                   | 4:1                       |        |
| 7  | Austria    | Wiedeń     | 1 maja 2010      | Mecz towarzyski                                                   | 2:2                       |        |
| 8  | Austria    | Wiedeń     | 2 maja 2010      | Mecz towarzyski                                                   | 1:2                       |        |
| 9  | Austria    | Wiedeń     | 8 stycznia 2011  | Turniej towarzyski                                                | 3:3                       |        |
| 10 | Austria    | Wiedeń     | 9 stycznia 2011  | Turniej towarzyski                                                | 5:0                       |        |
| 11 | Francja    | Poznań     | 6 sierpnia 2010  | Mecz towarzyski                                                   | 0:1                       |        |
| 12 | Rosja      | Poznań     | 7 sierpnia 2010  | Mecz towarzyski                                                   | 1:2                       |        |
| 13 | Białoruś   | Poznań     | 8 sierpnia 2011  | Mistrzostwa Europy gr. B                                          | 3:6                       |        |
| 14 | Walia      | Poznań     | 10 sierpnia 2011 | Mistrzostwa Europy gr. B                                          | 1:1                       |        |
| 15 | Szkocja    | Poznań     | 11 sierpnia 2011 | Mistrzostwa Europy gr. B                                          | 1:2                       |        |
| 16 | Szwajcaria | Poznań     | 13 sierpnia 2011 | Mistrzostwa Europy gr. B                                          | 4:1                       |        |
| 17 | Ukraina    | Poznań     | 14 sierpnia 2011 | Mistrzostwa Europy gr. B                                          | 2:2                       |        |
| 18 | Anglia     | Poznań     | 13 grudnia 2011  | Mecz towarzyski                                                   | 3:2                       |        |
| 19 | Anglia     | Poznań     | 14 grudnia 2011  | Mecz towarzyski                                                   | 5:0                       |        |
| 20 | Anglia     | Poznań     | 15 grudnia 2011  | Mecz towarzyski                                                   | 2:4                       |        |
| 21 | Hiszpania  | Lipsk      | 13 stycznia 2012 | Halowe mistrzostwa Europy gr. A                                   | 4:5                       |        |
| 22 | Czechy     | Lipsk      | 13 stycznia 2012 | Halowe mistrzostwa Europy gr. A                                   | 5:1                       |        |
| 23 | Niemcy     | Lipsk      | 14 stycznia 2012 | Halowe mistrzostwa Europy gr. A                                   | 5:3                       |        |
| 24 | Białoruś   | Lipsk      | 14 stycznia 2012 | Halowe mistrzostwa Europy gr. A - półfinał                        | 1:2                       |        |
| 25 | Holandia   | Lipsk      | 15 stycznia 2012 | Halowe mistrzostwa Europy gr. A - o 3. miejsce                    | 4:3                       |        |
| 26 | RPA        | Nowe Delhi | 18 lutego 2012   | turniej kwalifikacyjny do igrzysk olimpijskich                    | 1:2                       |        |
| 27 | Włochy     | Nowe Delhi | 19 lutego 2012   | turniej kwalifikacyjny do igrzysk olimpijskich                    | 1:4                       |        |
| 28 | Indie      | Nowe Delhi | 21 lutego 2012   | turniej kwalifikacyjny do igrzysk olimpijskich                    | 0:3                       |        |
| 29 | Kanada     | Nowe Delhi | 22 lutego 2012   | turniej kwalifikacyjny do igrzysk olimpijskich                    | 0:1                       |        |
| 30 | Ukraina    | Nowe Delhi | 24 lutego 2012   | turniej kwalifikacyjny do igrzysk olimpijskich                    | 0:1                       |        |
| 31 | Kanada     | Nowe Delhi | 25 lutego 2012   | turniej kwalifikacyjny do igrzysk olimpijskich, mecz o 5. miejsce | 0:3                       |        |

## Bilans meczów
|        | zwycięstwa | remisy | porażki |
| ogółem | 9          | 5      | 17      |
| dom    | 3          | 2      | 5       |
| wyjazd | 6          | 3      | 12      |

|        | zdobyte | stracone |
| ogółem | 78      | 81       |
| dom    | 22      | 21       |
| wyjazd | 56      | 60       |